# Trotador americà
El trotador americà (standardbred) és una raça de cavall nord-americana coneguda principalment per la seva habilitat en les curses de trotadors on els membres de la raça competeixen al trot o al pas. Desenvolupat a Amèrica del Nord al segle xix, el trotador americà és reconegut a tot el món, i se'n pot resseguir el llinatge fins a l'Anglaterra del segle xviii, d'on s'importà el cavall Messenger. Aquesta raça pot ser de diversos colors, tot i que predominen el pelatge bai, el marró i el negre.

## Història

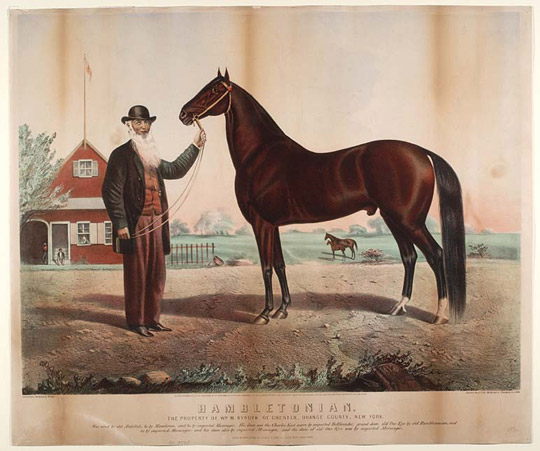
Hambletonian 10

Al segle XVII es van celebrar les primeres curses de trotadors a les Amèriques, normalment en camps amb cavalls sota sella. No obstant això, a mitjan segle xviii, les curses de trot es feien a les pistes oficials, amb els cavalls en arreus. Les races que han contribuït a la base de la raça Standardbred inclouen Narragansett Pacer, Canadian Pacer, Thoroughbred, Norfolk Trotter, Hackney i Morgan.
Les línies de sang fundacionals es remunten a un pura sang nascut a Anglaterra el 1780 anomenat Messenger. Era un guarà gris importat als Estats Units el 1788. Va engendrar diversos cavalls de carreres plans, però era conegut sobretot pel seu besnét, Hambletonian 10, també conegut com a Hambletonian de Rysdyk, va néixer el 1849 i considerat el pare fundacional de la raça i del qual descendeixen tots els Standardbred. Hambletonian 10 estava amb la cria de Norfolk Trotter, i l'euga i el poltre van ser comprats per William Rysdyk, un granger de l'estat de Nova York, que va córrer amb èxit amb el poltre quan tenia tres anys contra altres cavalls. El cavall va engendrar 1.331 cries, 40 dels quals van aconseguir trotar una milla en menys de 2 minuts i 30 segons.

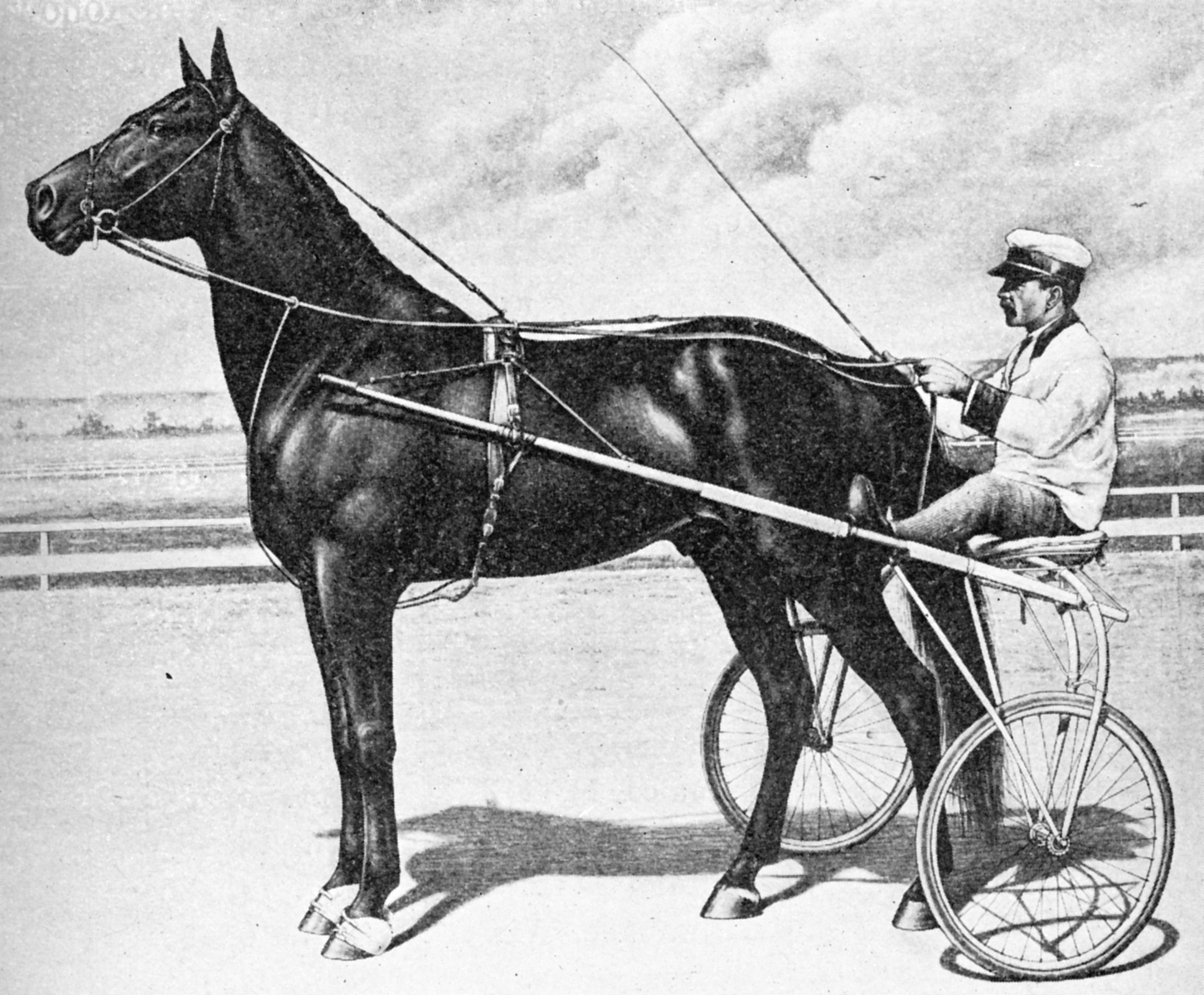
Dan Patch, important pare de ritme Standardbred, cap al 1900

Un altre pare influent va ser el pura sang Diomed, nascut el 1777. El net pura sang de Diomed, American Star, va néixer el 1822, va influir en el desenvolupament de la raça a través de les egües de la seva descendència per l'American Star 14 que van ser criades amb Hambletonian 10. Quan l'esport va començar a guanyar popularitat, es va fer una cria més selectiva per produir el trot d'arnès més ràpid.
El primer registre nacional de raça Standardbred es va formar als Estats Units el 1879 per l'Associació Nacional de Criadors de Cavalls Trotants. El nom va sorgir a causa de l'"estàndard" que s'exigeix als reproductors, per poder trotar o caminar una milla en un temps determinat. Cada Standardbred havia de ser capaç de trotar una milla en menys de dos minuts i 30 segons. Avui en dia, molts Standardbred són més ràpids que aquest estàndard original, amb diversos ritmes per la milla en 1 min, 50 segons, i trotant només uns segons més lent que els qui avancen amb mantenint un ritme lateral amb dos temps, anomenats pacers. Es troben línies de sang lleugerament diferents en els troters que en els pacers, tot i que tots dos poden remuntar la seva herència a Hambletonian 10.

## Característiques

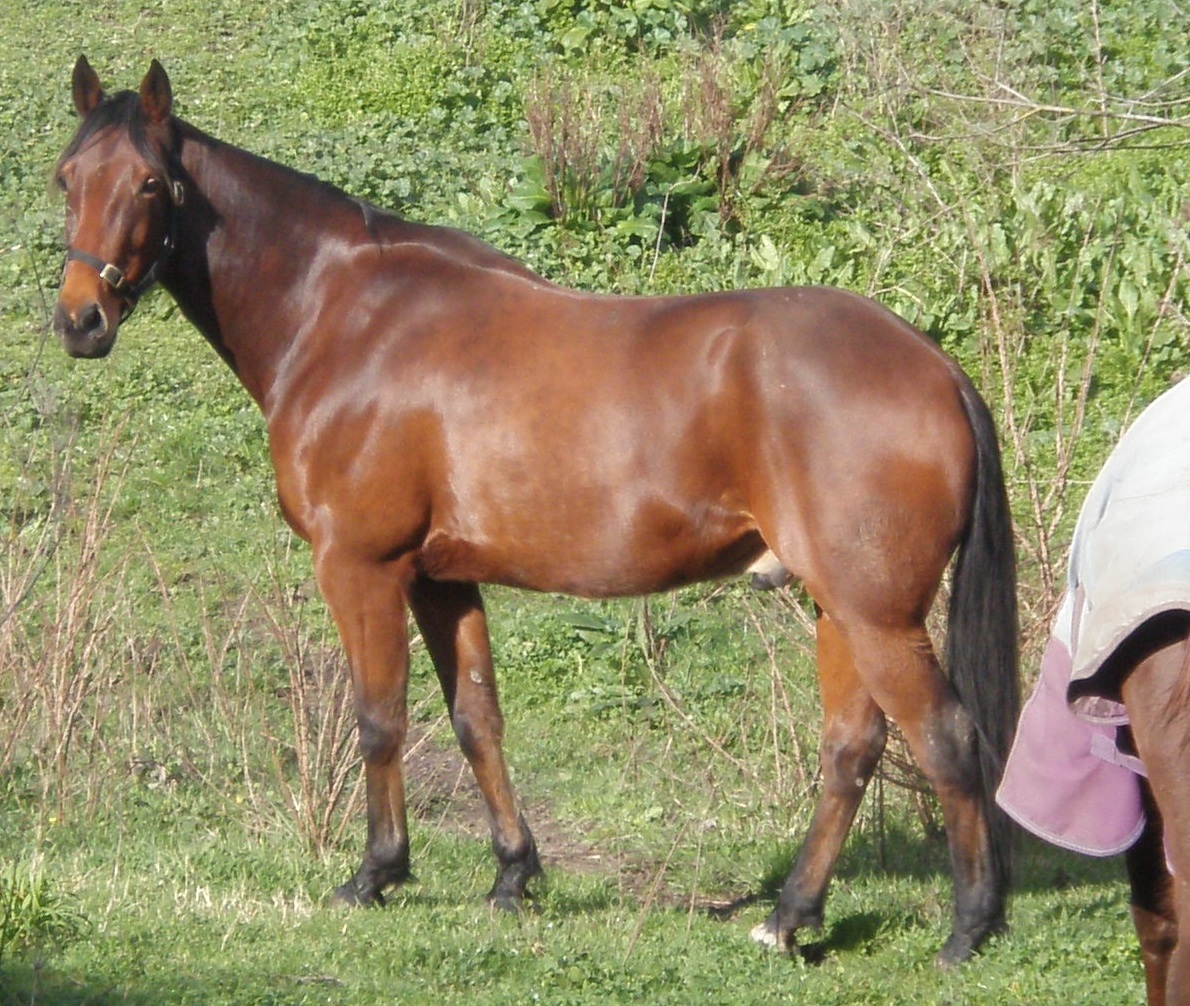
El trotador americà és més pesat que el pura sang, però mostra qualitat i refinament

Els de raça estàndard tendeixen a ser més musculosos i de cos més llarg que els pura sang. També són de disposicions més plàcides, com convé els cavalls les curses dels quals impliquen més estratègia i més canvis de velocitat que les curses de pura sang. Els Standardbred es consideren cavalls orientats a les persones i fàcils d'entrenar.
En general, són una mica més pesats que els pura sang, però tenen unes cames sòlides i refinades i unes espatlles i quarts posteriors potents. Els Standardbred tenen una àmplia gamma d'altures, de 142 a 173 cm, encara que la majoria tenen entre 152 i 163 cm. Sovint són bais, bruns o negres, encara que s'hi veuen altres colors com el roig. També es troben liarts i ruans.
El trotador americà normalment pesa entre 360 i 450 kg. Els seus caps són rectes i refinats, amb fronts amples, orificis nasals grans i boques poc profundes. El cos típic és llarg, amb la creu ben definida, amb les espatlles fortes i els músculs llargs i pesats, cosa que ajuda amb els passos llargs. El coll és musculós i ha de ser lleugerament arquejat, amb una longitud de mitjana a llarga. Les seves potes són musculoses i sòlides, amb peülles generalment molt resistents i duradores.

### Manera de caminar
Tendeixen a trotar o caminar mentre corren. La marxa de carrera preferida dels trotadors és el trot, on les cames dels cavalls es mouen en parelles diagonals; quan la cama anterior dreta es mou cap endavant, també ho fa la cama posterior esquerra, i viceversa. El ritme és una marxa lateral de dos temps; les potes anteriors dels pacers es mouen a l'uníson amb les posteriors del mateix costat. No obstant això, la raça també és capaç de realitzar altres passos de cavall, inclòs el galop, encara que aquesta marxa es penalitza a les curses d'arnes.
Els pacers encara conserven la capacitat de trotar i ho fan amb regularitat; tanmateix, estan etiquetats per la marxa en què corren. A més, alguns trotadors són capaços de córrer, però prefereixen anar al trot. Els trotadors americans actuals corren amb la mateixa marxa durant tota la seva carrera, amb rares excepcions. I encara que els passos són semblants, el ritme és més ràpid que el trot.
La capacitat de mantenir el ritme està relacionada amb una mutació d'un sol punt en el gen DMRT3, que s'expressa a la subdivisió I6 de les neurones de la medul·la espinal; aquesta àrea s'encarrega de coordinar la xarxa locomotora que controla els moviments de les extremitats. La mutació puntual provoca la terminació precoç del gen mitjançant la codificació d'un codó stop, alterant així la funció d'aquest factor de transcripció. De manera única, tant el ritme com el trot dels trotadors americans es fixen per a la variant DMRT3. Això suggereix que hi ha almenys una variant genètica addicional que controla el trot i el ritme. Tanmateix, els estàndards europeus encara no estan fixats per a aquesta variant de DMRT3, tot i que els individus homozigots tenen millors registres de rendiment.

## Pràctiques de cria
En la fundació de la United States Trotting Association el 1939, es va proposar un llibre genealògic tancat. El llibre genealògic no es va tancar oficialment fins al 1973, però, és probable que es tanqués efectivament abans. El 2009, en un esforç per reduir la pèrdua de diversitat genètica dins de la raça, l'Associació de Trot dels Estats Units va limitar el llibre genealògic de tots els nous pares a 140 egües per any. Això va entrar en vigor immediatament per als sementals de trot, i gradualment per als sementals de ritme.
Actualment es crien pel seu tipus de marxa singular. Tot i que és possible que els trotadors produeixin un pacer, aquestes pràctiques de cria específiques de la marxa estan fent que els Standardbred es diferenciïn en dues subpoblacions basades en la marxa, més diferents que algunes races.

## Salut

### Malalties ortopèdiques
L'osteocondrosi (OC), l'osteocondrosi dissecans (OCD) i altres malalties ortopèdiques del desenvolupament relacionades (DOD) apareixen amb una freqüència elevada en trotadors americans. La OC/TOC és una condició de moderada a altament hereditària en races estàndard i races similars, i s'han identificat factors de risc genètic. Aquestes troballes suggereixen que un canvi en les pràctiques de cria podria reduir la prevalença dins de la raça; no obstant això, les lesions es poden resoldre per si soles o es poden corregir quirúrgicament.

## Usos

### Cursa de trotons
Els trotadors americans són coneguts per la seva habilitat en les curses d'arnes, essent els cavalls que troten més ràpids del món. A causa de la seva velocitat, els trotadors s'utilitzen sovint per millorar altres races de corredors d'arnes a tot el món, com ara l'Orlov Trotter i el French Trotter.
A Austràlia, Canadà, Nova Zelanda, el Regne Unit i els Estats Units, se celebren curses tant de trotters com de pacers. A l'Europa continental, totes les curses d'arnes es realitzen entre trotadors. Les curses principals per als troters nord-americans inclouen el Peter Haughton Memorial per a nens de dos anys i el World Trotting Derby, Yonkers Trot, Hambletonian i Kentucky Futurity per a nens de tres anys. El Hambletonian de vegades es coneix com el "Kentucky Derby of Harness Racing". La Trotting Triple Crown està formada per Yonkers Trot, Hambletonian Stakes i Kentucky Futurity.

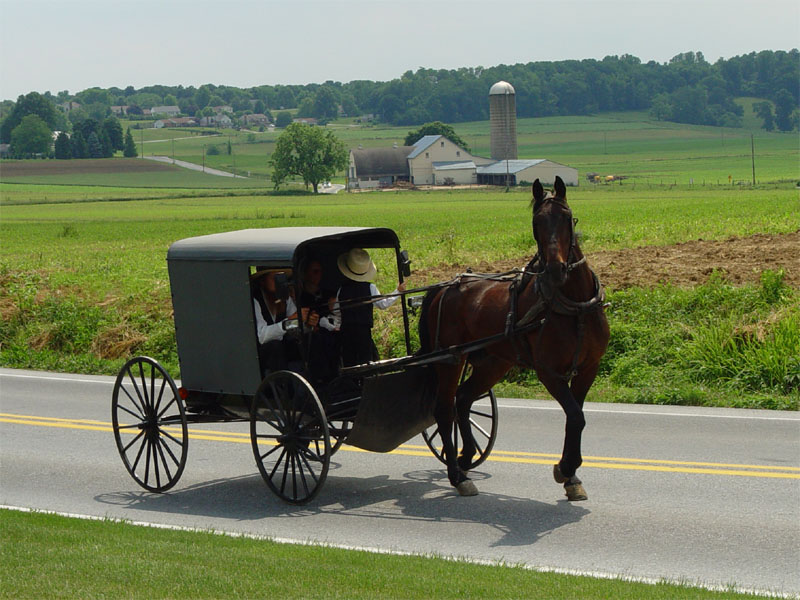
Standardbred tirant d'un buggy Amish

Algunes de les principals curses de ritme a Amèrica del Nord inclouen Woodrow Wilson i Metro Stake per a nens de dos anys, i Little Brown Jug, Meadowlands Pace, North America Cup i Adios Pace per a nens de tres anys. La petita gerra marró, les estaques del missatger i el ritme de la canya formen la triple corona de ritme. Les curses principals a Austràlia i Nova Zelanda inclouen la Copa de Trot de Nova Zelanda, la Miracle Mile Pace i la sèrie Inter Dominion.
El 1968, Cardigan Bay, criat a Nova Zelanda, es va convertir en el primer cavall de raça estàndard que va guanyar 1 milió de dòlars i el novè cavall a fer-ho a tot el món (els vuit primers eren pura sang). Va ser popular als Estats Units i va aparèixer amb Stanley Dancer a The Ed Sullivan Show com el "cavall d'un milió de dòlars".

### Altres usos

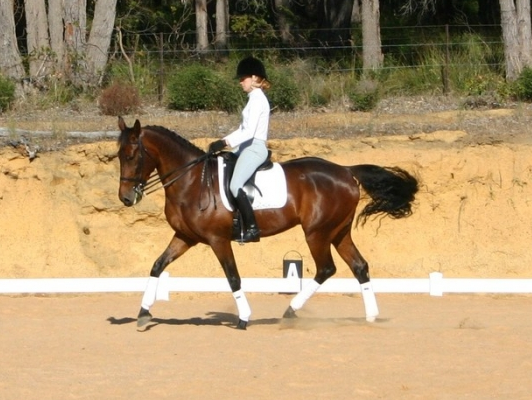
Doma d'un trotador americà.

Les races estàndard també s'utilitzen en espectacles de cavalls i per a l'equitació de plaer. També són populars com a cavalls lleugers per als amish, que eviten els vehicles motoritzats. Molts Standardbred jubilats troben una segona carrera fora de la pista amb l'ajuda d'organitzacions com la Standardbred Pleasure Horse Organization.
La raça és bastant bona per saltar, la qual cosa els fa aptes per a les disciplines de cavalls esportius de seient de caça, salt d'obstacles, i competició. La raça també es veu a la doma, i els seus excel·lents temperaments els converteixen en bons cavalls de senderisme i de ranxo.
A més, a causa de la genètica de la raça, també se'ls pot animar i entrenar per dur a terme passos suaus amb ambladura, sobretot pel bastidor i el ritme de pas. El nombre de cavalls que avancen en ambladura està creixent constantment als Estats Units, amb algunes granges dedicades a la cria d'individus amb aquesta característica. Els Standardbred també estan guanyant popularitat a Austràlia com a cavalls de resistència, perquè poden recórrer 20 km amb altres cavalls, 40 km en l'entrenament i més de 80 km en proves de resistència. Són coneguts pels seus ossos forts i densos, la conformació adequada i la capacitat de mantenir una velocitat de trot elevada durant períodes prolongats de temps còmodament. El temperament amable i manejable de la raça també contribueix a la seva popularitat.